# Alciopidae
Alciopidae é uma família de poliquetas pertencente à ordem Phyllodocida.
Géneros:
- Alciopa Audouin e Milne Edwards, 1833
- Alciopina Claparède & Panceri, 1867
- Krohnia Quatrefages, 1866
- Naiades Delle Chiaje, 1830
- Plotohelmis Chamberlin, 1919
- Pseudalciopa Støp-Bowitz, 1991
- Rhynchonereella Costa, 1864
- Torrea Quatrefages, 1850
- Vanadis Claparède, 1870
- Watelio Støp-Bowitz, 1948